# Distretto di Huasahuasi
Il distretto di Huasahuasi  è uno dei  nove distretti della provincia di Tarma, in Perù. Si trova nella regione di Junín e si estende su una superficie di 652,15  chilometri quadrati.